# Eczacıbaşı Istanbul (volley-ball masculin)
L'Eczacıbaşı est un ancien club turc de volley-ball masculin basé à İstanbul, qui a fonctionné de 1967 à 1996. Il a été douze fois champion de Turquie, vainqueur de trois coupe de Turquie.

## Historique
La section masculine a disparu en septembre 1996.

## Palmarès
- Championnat de Turquie[3]
  - Vainqueur : 1976, 1978, 1979, 1980, 1981, 1982, 1983, 1984, 1985, 1986, 1990, 1991.
  - Finaliste : 1974, 1977, 1987, 1994.
- Coupe de Turquie[3]
  - Vainqueur : 1990, 1991, 1995.